# Skylift

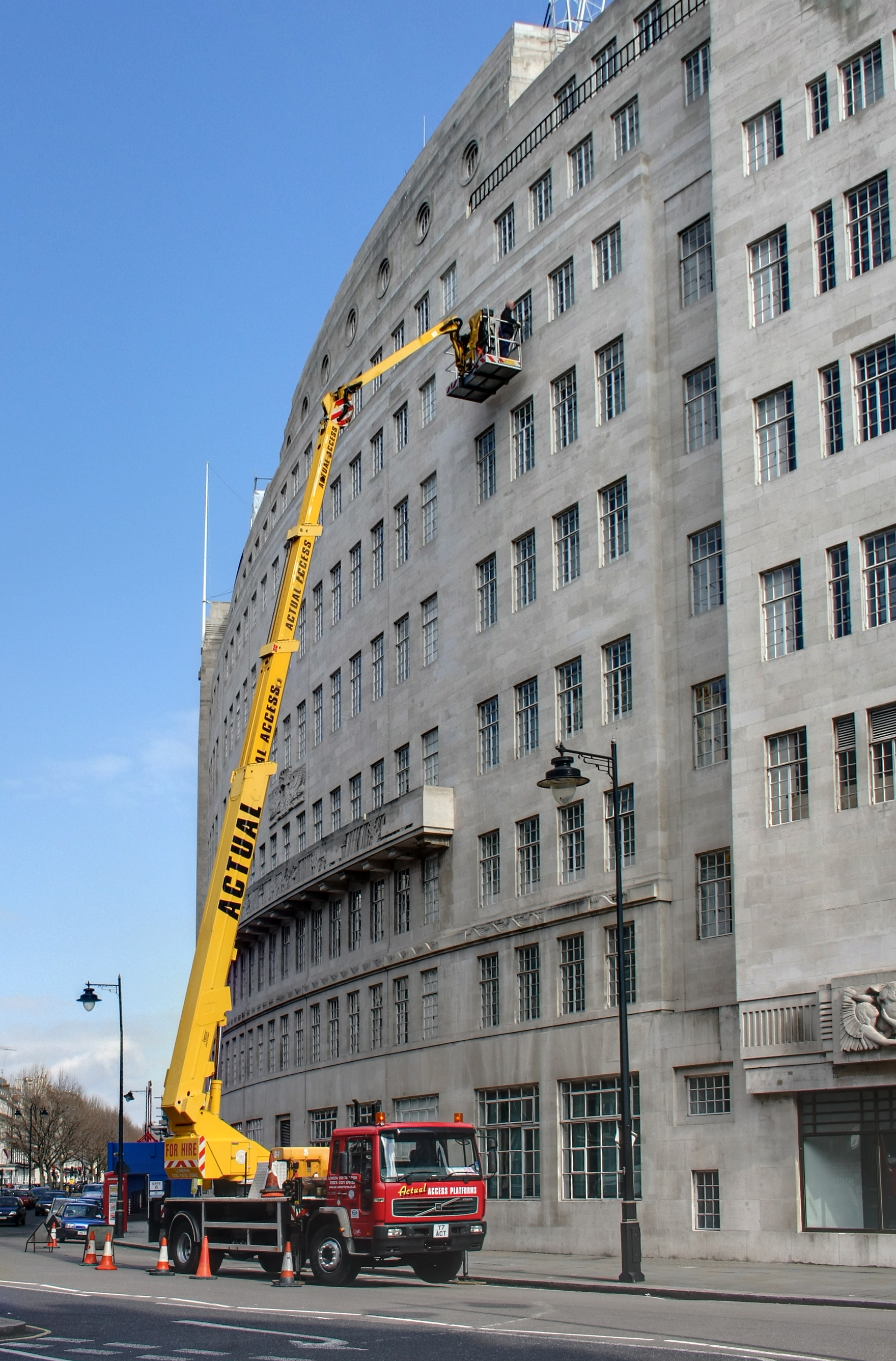
Arbete med en skylift i centrala London

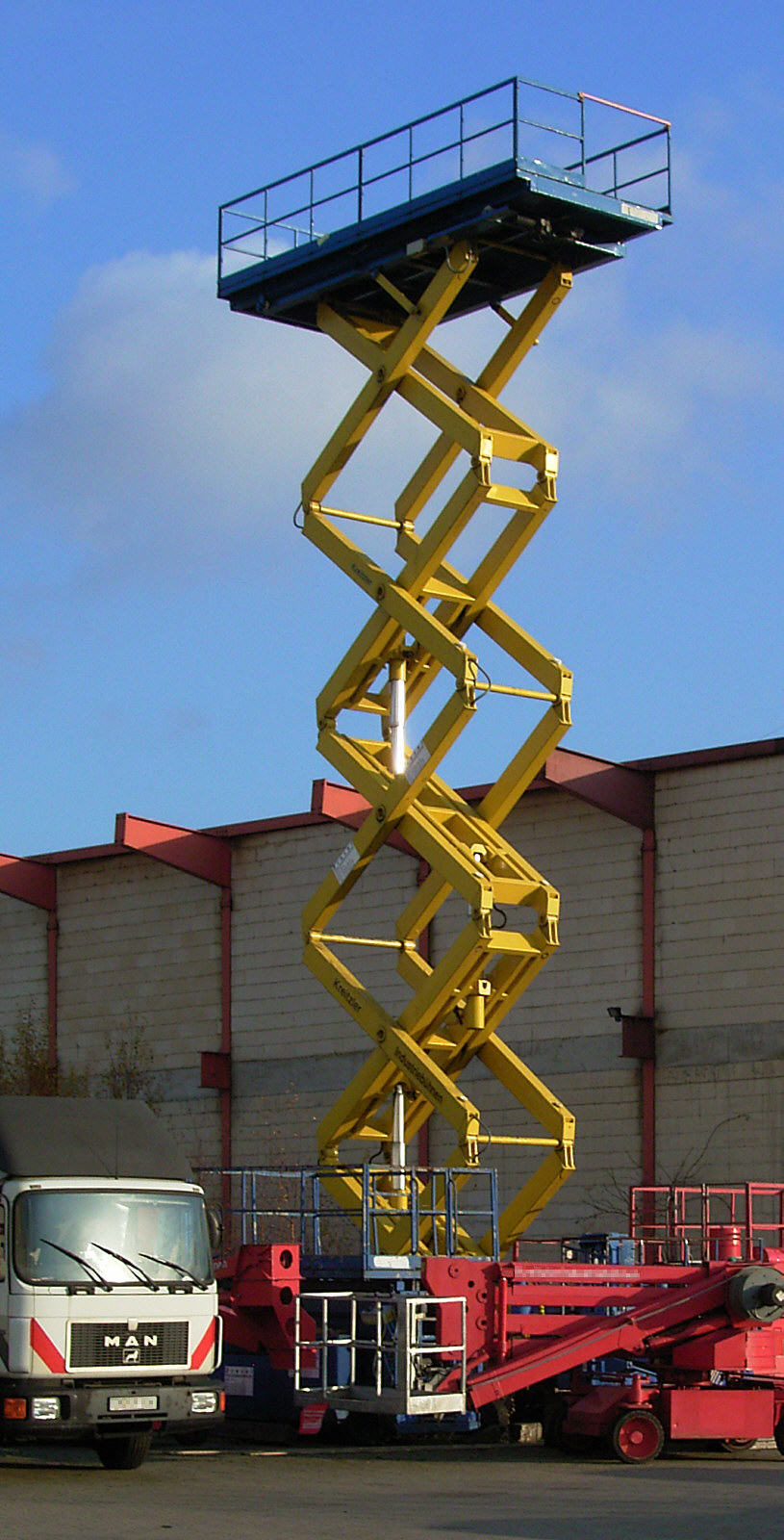
Saxlift

En skylift,  eller hävare, är ett redskap för höjdarbete.
Den har en manskapskorg för en eller flera personer som är monterad i yttre änden av en bom som är ledad och/eller teleskopisk. Nedtill är bommen fäst vid en svängkrans som möjliggör 360° vridning.
Större skyliftar är monterade på ett lastbilsschassi och används för servicearbeten till exempel på husfasader eller gatubelysning. Räddningstjänstens skyliftar används som arbetsplattformar vid brandbekämpning genom hustak eller för evakuering av nödställda via fönster eller balkonger. Dessa skyliftar, som även kallas hävare, har också vattenförsörjning upp till manskapskorgen via en vattenledning längs bommen.
Små skyliftar är monterade på vagnar som kan dras med personbil. Dessa har en elmotor som driver en oljepump som ger kraft till det hydrauliska manöversystemet. Ofta finns också drivning till vagnens hjul så att man kan flytta skyliften kortare sträckor till exempel då man målar ett hus. Många uthyrningsfirmor och målarfirmor har dylika skyliftar till uthyrning. Gemensamt för skyliftarna är att de har stödfötter för stabiliteten och uppställning i plant läge samt att de kan manövreras antingen från manskapskorgen eller nedifrån marken. Ett säkerhetssystem gör att skyliften inte går att manövrera om den till exempel står för snett. Ett nödsystem finns också med vilket man kan sänka manskapskorgen om kraftkällan skulle upphöra att fungera.
Enligt arbetsmiljöverkets föreskrifter ska den som framför en lift vara inläst och ha teoretiska och praktiska kunskaper före användningen. Arbetsgivaren måste samla in dokumentation på den anställdas teoretiska och praktiska kunskaper.

## Saxlift
Saxliften är ett redskap för höjdarbete.
Den har en plattform för en eller flera personer som är monterad på lyftarmar i form av saxar. Saxliften har oftast fyra hjul, ibland 3. Det finns både varianter för inomhusbruk och mer terränggående liftar med högre markfrigång och grövre däck. Saxliftar finns med dieselmotor, med elmotor som drivs av ett uppladdningsbart batteri eller handdragen.
Små saxliftar finns i arbetshöjder omkring 5 meter och värstingar som JLG, har en saxlift (SL320-30) som har en plattformshöjd på 32 meter vilket ger en arbetshöjd på ca 34 meter.